# Сюсюкалов, Иван Леонтьевич
Иван Леонтьевич Сюсюкалов (1895, Воронежская губерния — 1967) — русский моряк, революционер, в декабре 1917 — секретарь Севастопольского военно-революционного комитета. Советский партийный и хозяйственный деятель. Делегат 10-го и 11-го Всероссийских съездов Советов. Делегат 1-го и 2-го съездов Советов СССР.

## Биография
Родился в Воронежской губернии в крестьянской семье. В 1914 году был призван на военную службу. Участник Первой мировой войны. Служил на Черноморском флоте, машинист 1-й статьи на броненосце «Евстафий», флагмане Черноморского флота. После Февральской революции — председатель судового комитета. Член РСДРП(б) с 1917 года.
С. Г. Сапронов вспоминал: «На первом же заседании Совета различные партии начали оформляться во фракции и выставлять своих лидеров. Самой многочисленной была фракция эсеров, лидером которой был доктор С. О. Бируля. Затем шли кадеты и меньшевики. Мы, большевики, тоже объявили себя фракцией во главе с лидером Каличем. Заявление наше было встречено смехом: так нас было мало. Кроме Калича и меня во фракцию входили ещё два большевика — Сюсюкалов и Клепиков. Но нас не смутили вражеские насмешки. Пусть предлагаемые нами резолюции не принимались Советом, зато они показывали массам, за что именно борются большевики».
Член Севастопольского Совета военных и рабочих депутатов, с 16 декабря 1917 года — секретарь Севастопольского ВРК. С 1921 года на хозяйственной и преподавательской работе.
Член Алексеевского уездного комитета ВКП(б). Первый секретарь Богучарского райкома ВКП(б) с 1922 по 1925 год. Член Воронежского губкома РКП(б) с 1923 года.
Делегат 10-го в декабре 1922 года и 11-го в в январе 1924 года Всероссийских съездов Советов. Делегат 1-го образовавшего СССР и 2-го съездов Советов СССР принявшего Конституцию СССР 1924 года.
В 1941—1946 годах — инженер ТЭЦ № 204 города Котовска.
Умер в 1967 году.